# لوگ پود مانگارتوم
لوگ پود مانگارتوم (گاهی لوگ پود مانگرتوم; ایتالیایی: Bretto; آلمانی: Breth)، یک سکونتگاه در شهرداری بووک در اسلوونی در منطقه ساحلی است. این سکونتگاه شامل روستاهای سابق گورنژی لوگ و اسپودنجی لوگ و همچنین محله‌های لوکا کریتنیتسا، موجنیتسا و پاستینا است.